# Romain (Doubs)

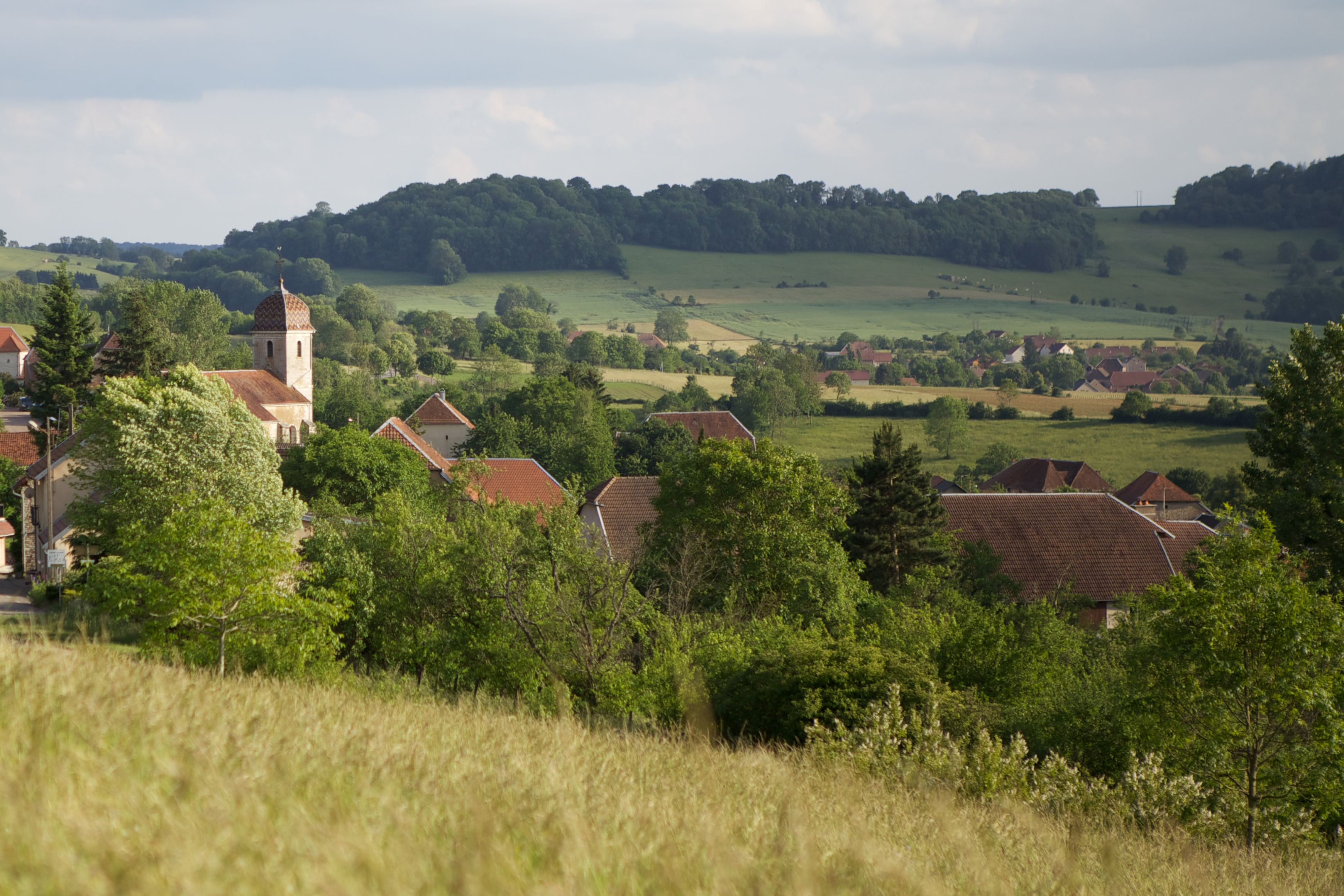

Romain is een gemeente in het Franse departement Doubs (regio Bourgogne-Franche-Comté) en telt 103 inwoners (2009). De plaats maakt deel uit van het arrondissement Besançon.

## Geografie
De oppervlakte van Romain bedraagt 4,9 km², de bevolkingsdichtheid is dus 21 inwoners per km².
De onderstaande kaart toont de ligging van Romain (Doubs) met de belangrijkste infrastructuur en aangrenzende gemeenten.

## Demografie
Onderstaande figuur toont het verloop van het inwonertal (bron: INSEE-tellingen).

1. ↑  Populations de référence 2022.